# Vaudoise assurances
 (octobre 2020).
Si vous disposez d'ouvrages ou d'articles de référence ou si vous connaissez des sites web de qualité traitant du thème abordé ici, merci de compléter l'article en donnant les références utiles à sa vérifiabilité et en les liant à la section « Notes et références ».
Pour les articles homonymes, voir La Vaudoise.
Vaudoise Assurances est l'une des dix principales compagnies d'assurances privées du marché suisse. Fondée en 1895, elle est le seul assureur indépendant ayant son siège social en Suisse romande. La majorité du capital-actions de Vaudoise Assurances Holding SA est détenu par la Mutuelle Vaudoise, une société coopérative.
La société déploie ses activités d'assurances et de prévoyance sur le marché suisse au travers d'une centaine d'agences générales et locales.

## Histoire
Deux lois fédérales sur la responsabilité civile des fabricants (en 1881 et en 1887) obligent les employeurs d’assurer leur personnel contre les accidents professionnels. Pour cette raison, la société industrielle et commerciale du canton de Vaud décide de fonder en 1895 « l’Assurance mutuelle des entrepreneurs et industriels du canton de Vaud contre les accidents » qui, quelques années plus tard, prendra le nom de « Assurance Mutuelle Vaudoise ».
Dès 1900, l’Assurance Mutuelle Vaudoise commence à étendre son marché dans les autres cantons. Peu à peu, l’Assurance Mutuelle Vaudoise diversifie ses activités dans différents domaines de l’assurance.
Depuis 1956, le siège social de l’entreprise est à la place de Milan à Lausanne. L'bâtiment, construit par l’architecte Jean Tschumi, est classé monument historique, ainsi que les deux cèdres du Liban, plantés au milieu du XIXe siècle, qui s'y trouvent.
En 1958, un nouveau logo a été adopté qui représente l’infini, définissant l’ensemble des assurés de la Vaudoise Assurances. Le trait vertical représente l’individu. Ce logo symbolise donc l’attention que la Vaudoise Assurances veut porter à chacun de ses clients[réf. nécessaire].
En l’an 2000, la Vaudoise Assurances a été certifiée ISO 9001. C’est une des premières entreprises suisses à avoir reçu cette distinction[réf. nécessaire].
En 2020, la Compagnie fête ses 125 ans et publie à cette occasion un coffret contenant deux ouvrages. Rédigé par l'historien et journaliste Yves Genier, le premier livre revient sur les 125 ans d'histoire de la Vaudoise. Dans le deuxième ouvrage, le photographe Anoush Abrar a réalisé 125 portraits de collaborateurs en noir et blanc,,.
En mai 2021, la Vaudoise Assurances lance une alliance numérique avec la coopérative Migros Zurich par le biais de la start-up Toni Digital.
En 2021, la société reprend Epona, société d'assurance générale des animaux SA.
En 2022, le Groupe Vaudoise Assurances devient l'unique actionnaire de neocredit.ch.

## Identité visuelle

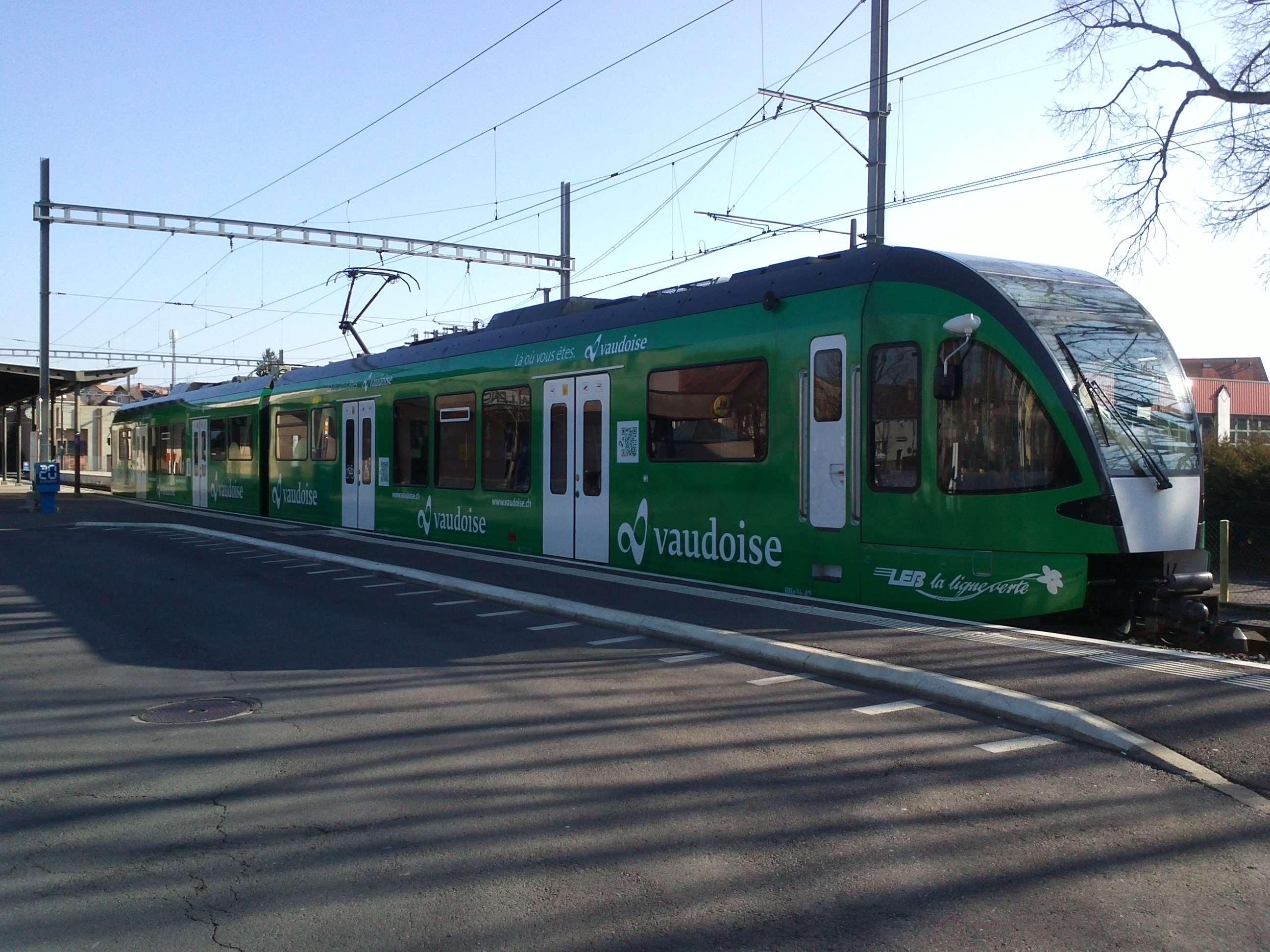
RBe 4/8 no 42 du LEB portant la livrée publicitaire à la nouvelle identité visuelle du groupe Vaudoise Assurances.

En 2012, le Groupe Vaudoise marque un changement d'identité visuelle. À cette occasion, il fait apposer une livrée publicitaire au nouveau format identitaire sur la rame no 42 du LEB et convie les autorités de la région pour inaugurer ce nouvel habillage.